# Milan Kleč
Milan Kleč, slovenski pisatelj, dramatik in pesnik, * 11. oktober 1954, Ljubljana.

## Življenje
Po končani gimnaziji je nekaj časa študiral primerjalno književnost. Je samostojni književnik.
Poročen je bil s prevajalko Tino Mahkota.

## Delo
Milan Kleč je pesnik, pisatelj in dramatik, ki v teh zvrsteh združuje fantastiko, grotesko in absurd. V njegovih delih vlogo glavne osebe največkrat zaseda boemski umetnik, zanj je značilna ironična perspektiva. 
V poeziji je zanj značilen preprost izraz, enostavna pesniška zgradba, navidezna impresionističnost in močna komunikativnost. Ta lirika upesnjuje domišljijske impresije na moderen in tradicionalen način. V določenih pesmih je poudarjena erotična tematika. 
V osemdesetih letih dvajsetega stoletja je literat začel pisati kratke zgodbe in novele, ki jih zaznamujejo erotika, fantastika in groteska. V devetdesetih let je svoj krog ustvarjanja razširil tudi na roman.
V njegovem opusu so tudi radijske igre in drame.
Njegova dela so bila prevedena v srbščino, hrvaščino, angleščino, nemščino, italijanščino, poljščino in ruščino.

## Literarna dela

### Poezija
- Maroža (1976)
- Kresnice (1978)
- Nad dečki sije sonce (1979)
- Tavla (1981)
- Pesmi (skupaj z Jašo Zlobcem, 1983)
- Parada (1987)
- Siva (1988)
- Radio (1991)
- Gremo na morje (2010)
- Končne avtobusne postaje (2010)
- Lep pozdrav (2014)

### Proza
- Briljantina (1985)
- Lasje (1985)
- Vrba (1989)
- Balanca (1990)
- Ljubezen na prvi pogled (1992)
- Tatovi koles (1992)
- Svetloba kot zrcalo (1994)
- Pokopališka ulica (1995)
- Fliper (1996)
- Prijatelj (1997)
- Dodatek Prijatelju (1998)
- Gremo vsi na literari večer (1999)
- Dota (2000)
- Pingpong (2002)
- Plastika (2004)
- Demo (2005)
- Še vedno sam (2005)
- Srčno dober človek in zvest prijatelj (izbrana kratka proza, 2005)
- Zaključna špica (2006)
- Bambi (2008)
- Contemporary Slovenian short stories (2008)
- Snežne krogle (2009)
- King Kong (2009)
- Trojke (2012)
- Matičar (2013)
- Ura resnice (2013)
- Koralde (2015)
- Nekaj centrov (2016)
- I'm just looking: short prose: sample translation (2017)
- Moji spomini na morje (2017)
- Knjige (2018; ilustracije Marko Derganc)
- Sončni zahod (zbirka kratkih zgodb, 2024)
- Kino (izbrana kratka proza, izbor Aljoša Harlamov)

### Dramatika
- Vinograd (1977)
- Polka (1981)
- Dr. roman (1987)
- Vsega je kriva Marjana Deržaj (1993)
- Druga stran otoka (2011)
- Matičar (2019)

## Nagrade
- Nagrada zlata ptica, (1982)
- Sedem sekretarjev SKOJA, (1989)
- Župančičeva nagrada, (1989)
- Nagrada Prešernovega sklada (2006)